# Talorg Ier
Pour les articles homonymes, voir Aniel.
Talorg mac Aniel ou Talorc mac Aniel roi des Pictes.
La « Chronique Picte » lui attribue un règne de 2 ou de 4 ans (456-460) entre celui de Drust mac Erp et celui de son frère (?) Nechtan Morbet mac Erip. Le nom picte «Talorc» serait une variante du nom celtique Talorg.

## Source
- (en) William Arthur Cummins The Age of the Picts. Sutton Publishing (1998)  (ISBN 0750916087)
- (en) J.P.M. Calise, Pictish Sourcebook, Documents of Medieval Legend and Dark Age History, Londres, Greenwood Press, 2002, 365 p. (ISBN 0313322953), p. 254 Talorg f. Aniel (Talorc II, Talore filius Aniel) Pictish king (456-460 ?).